# Saskia (cratère)
Pour les articles homonymes, voir Saskia.
Le cratère Saskia est un cratère d'impact sur Vénus. Il a été nommé d'après Saskia van Uylenburgh, la femme du peintre hollandais Rembrandt.